# Just You and Me, Darling
"Just You and Me, Darling" é uma canção escrita por James Brown e gravada por Brown e os The Famous Flames. Lançada como Lado-B da  cover de 1961 de "I Love You Yes I Do", alcançou o número 17 da parada R&B. A canção também aparece no 'album  The Amazing James Brown.